# 알제리 항공
알제리 항공(영어: Air Algérie)은 알제리의 항공사로 허브 공항은 우아리 부메디엔 공항이 있으며 자회사는 알제리 항공 카고와 타실리 항공이 있다.

## 역사
1947년 당시 알제리가 프랑스의 식민 통치를 받던 시절 설립되었다. 1953년 항공운송사(영어: Compagnie Air Transport)와 합병해 CGTA-알제리항공이 탄생되었다. 1962년 알제리가 프랑스부터 독립한 뒤 현재의 이름이 되었다. 알제리 정부는 이 회사의 지분을 늘려가다가 1974년 에어프랑스가 보유한 17%의 지분을 인수한 뒤 100%의 지분을 갖게 되었다. 이후 신형 항공기를 도입했으며, 2000년대 들어 매년 300만 명 이상의 승객과 2만 톤 가량의 화물을 수송했다. 2009년 알제리와 중국의 수교 50주년을 기념하여 알제 ~ 베이징 직항 노선이 개설되었다. 2021년 9월, 프랑스와 알제리 간에 마약을 운송하던 직원 한 명이 체포된 후 국영 회사는 규정을 강화했다.

## 운항 노선
- 2012년 8월 기준으로 알제리 항공은 다음과 같은 노선을 운항하고 있다.

### 코드쉐어 협정
- 알제리 항공은 다음과 같은 항공사와 코드쉐어 협정을 체결하고 있다.

| - 로얄 에어 모로코 - 튀니스에어 - 터키항공 (스타 얼라이언스) |

## 보유 기종
- 2012년 8월 기준으로 알제리 항공은 다음과 같은 기종을 보유하고 있으며 평균 기령은 9년이다.[1][2]

## 사건 및 사고
- 알제리 항공 5017편

## 사진

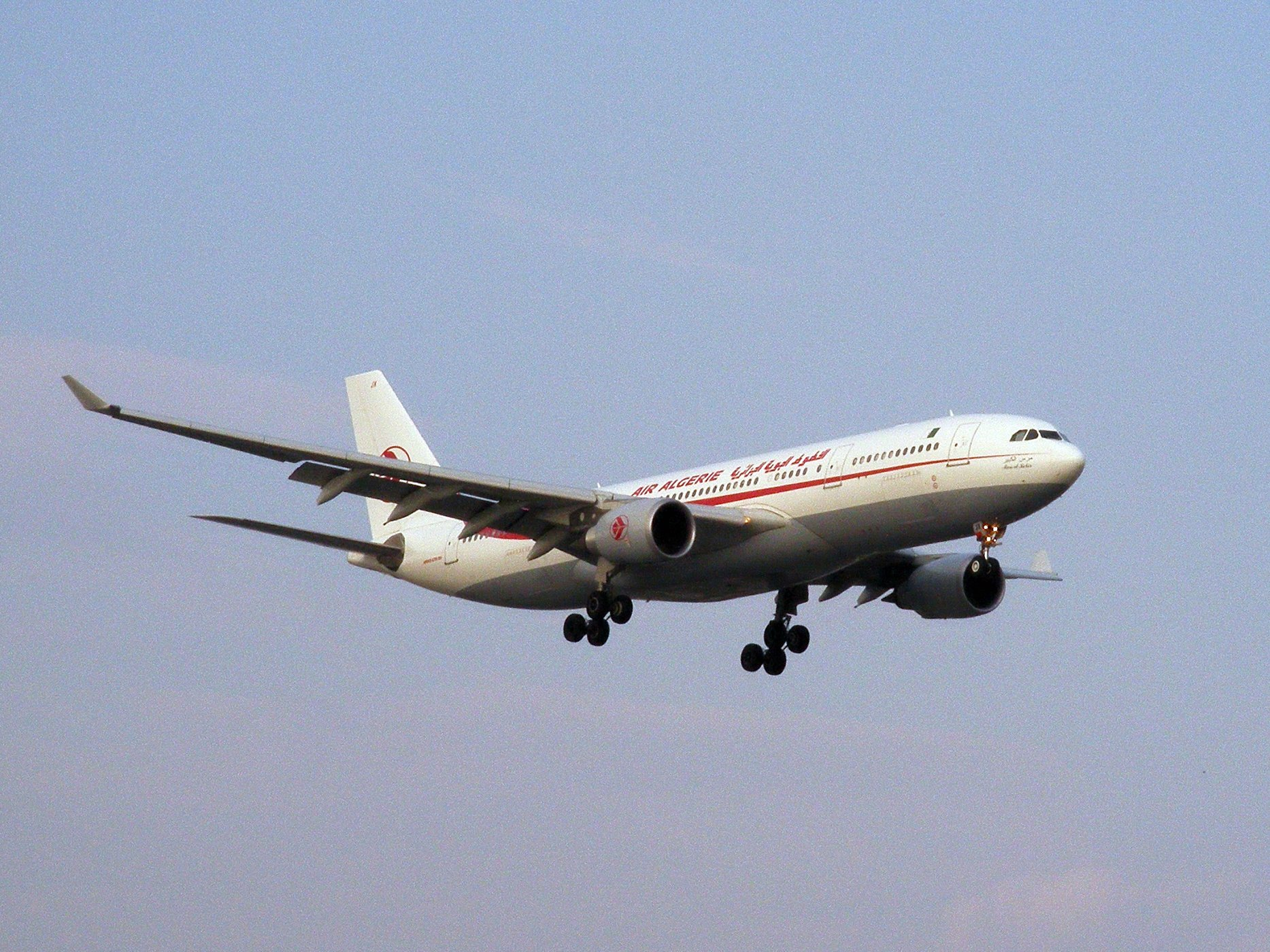
알제리 항공의 에어버스 A330-200
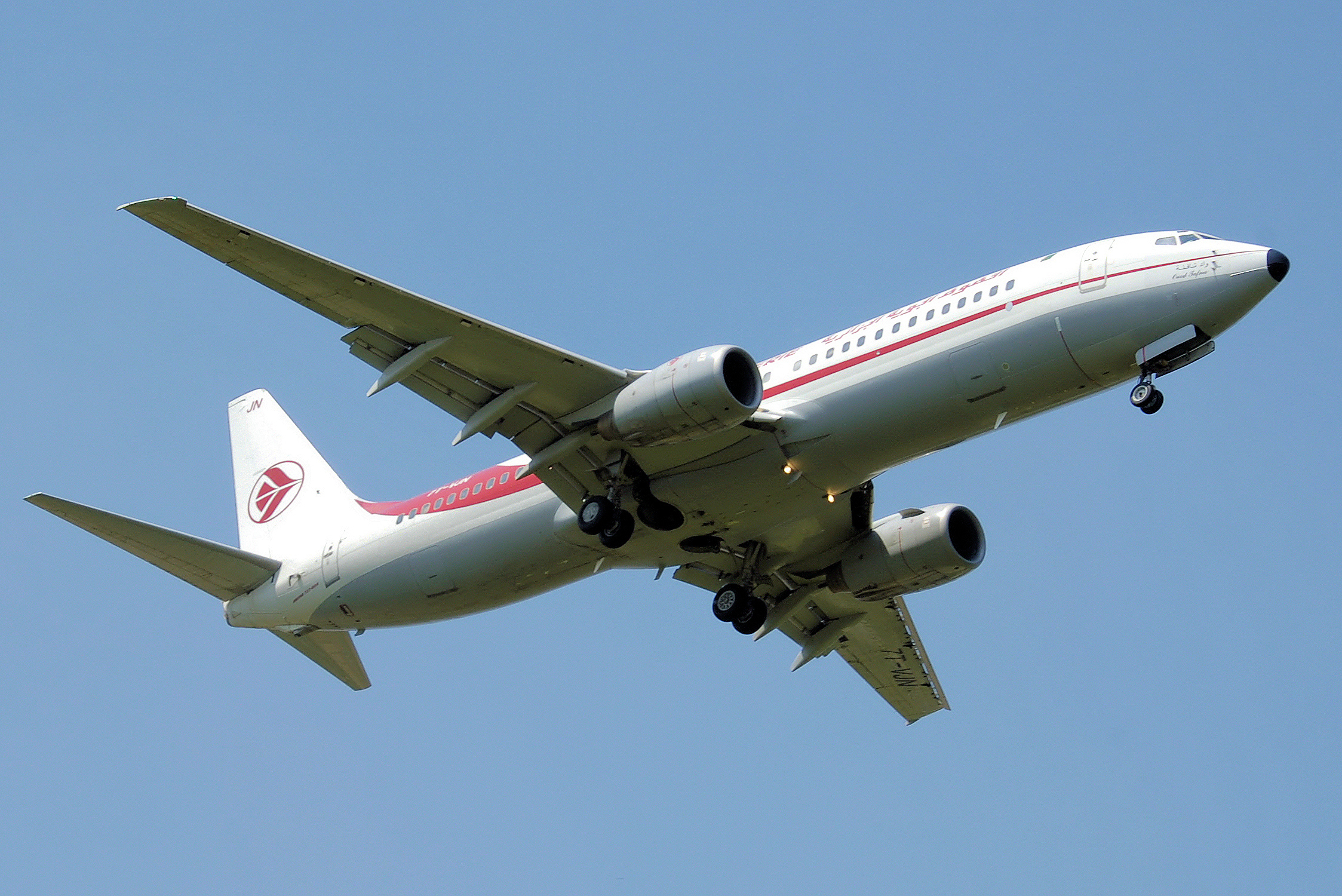
알제리 항공의 보잉 737-800
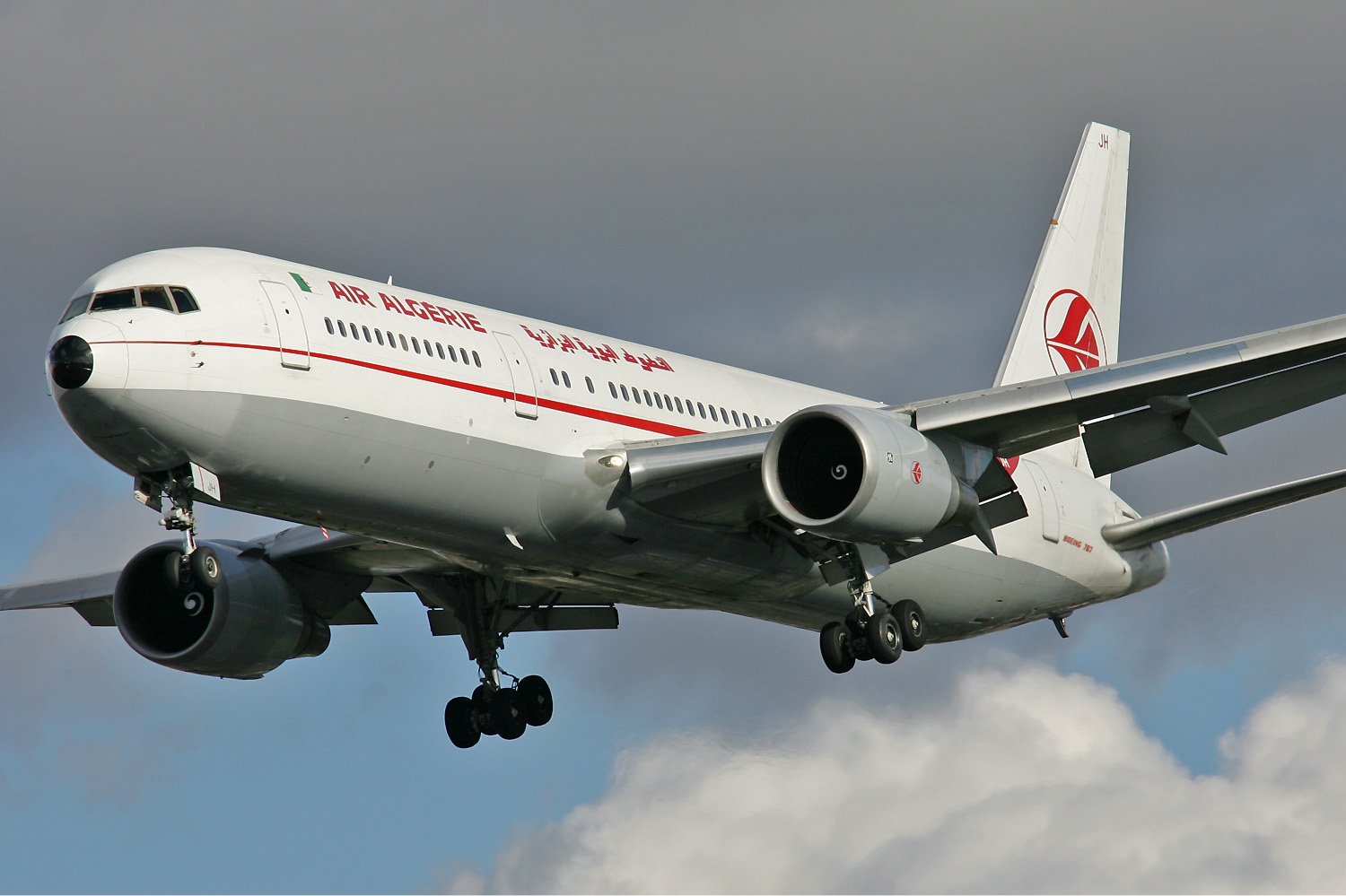
알제리 항공의 보잉 767-300